# Hildur Guðnadóttir
Hildur Ingveldardóttir Guðnadóttir, född 4 september 1982 i Reykjavik, är en isländsk kompositör och sångare. 
Hildur Guðnadóttir är känd för sitt samarbete med múm. Hon har också vid ett flertal tillfällen samarbetat med Jóhann Jóhannsson. Som soloartist har hon utgivit fyra studioalbum: Mount A (2006), Without Sinking (2009), Leyfðu Ljósinu (2012) och Saman (2014).
Hon har även gjort filmmusik, som till HBO-serien Chernobyl (2019) och den amerikanska storfilmen Joker (2019) för vilken hon år 2020 tilldelades Golden Globe Award för bästa filmmusik samt Oscar för bästa filmmusik.
Hon är idag bosatt i Berlin.

## Filmmusik (i urval)
- 2013 – Prisoners
- 2015 – Sicario
- 2015 – The Revenant
- 2015 – Fångade (TV-serie)
- 2016 – The Oath
- 2016 – Arrival
- 2017 – Tom of Finland
- 2018 – Maria Magdalena
- 2018 – Sicario: Day of the Soldado
- 2019 – Chernobyl (TV-serie)
- 2019 – Joker
- 2022 – Tár
- 2023 – Mord i Venedig
- 2024 – Joker: Folie à Deux